# Замак Хуњади
Замак Хуњади или замак Корвин (рум. Castelul Huniazilor, Castelul Corvineştilor) налази се у западном делу Румуније, на подручју општине Хунедоара.

## Историја
Замак је једно од најрепрезентативнијих здања готике у Трансилванији. Налази се у централно-јужној зони Румуније, тачније у подручју Хунедоаре.
Замак Хуњади подигла је породица Анжу на месту некадашњег римског логора и служио је као утврђење све до средине 14. века, када постаје седиште трансилванијског владара Јаноша Хуњадија. Замак је, првобитно, од мађарског краља Жигмунда, добио Хуњадијев отац Војк, као отпремнину, 1409. године. Тврђава се састоји од низа правоугаоних хала, које су повезане кружним и правоугаоним кулама, коришћеним за одбрану и као затворске ћелије. Галерија и последња кула за одбрану, која је остала непромењена још од времена Јаноша Хуњадија, као и кула Капистрано, неки су од најзначајнијих делова конструкције. 

### Кула Небојша
Та највиша и најмоћнија кула - донжон, носи српско име Небојша; како пише на информативној табли за туристе. Име потиче од чињенице да су посаду куле чинили на почетку Срби војници. Готово идентична тој кули коју је подигао Хуњади, постојала је на Калемегдану у Београду, а подигао ју је пола века раније српски деспот Стефан Лазаревић. За разлику од данашње мање у Доњем граду, српски деспот је прву, велику-високу кулу тог имена, подигао на Горњем граду. Опис те чувене куле која је срушена око 1690. године, дао је 1430. године Константин Костенски.
Након Јаношове смрти градњу куле у замку у Хунедоари је наставио његов син Матија Корвин.
Дворац је породици Корвин служио као летњиковац док га нису преузели Хабсбурговци 1724. године. Тада је замак услед некоришћења почео да пропада и нико није становао у њему све до његовог претварања у музеј.
Сам замак има 42 просторије, 2 платформе и изграђен је на површини од 7.000 метара квадратних. Приступ замку је преко дрвеног моста који се ослања на четири масивне стене на реци Златести. Црква која се налази у замку је изграђена као православна, али је временом из политичких разлога претворена у католичку. Иако су спустили плафон, због положаја улаза нису могли померити олтар на северозапад као у осталим католичким црквама.
Према неким теоријама, то је било место где је Хуњади држао Влада Цепеша у заробљеништву целих седам година, пошто је Влад свргнут 1462. године. Ова теорија никада није потврђена, али је замак постао познат после ове историјске гласине.
Сваке године овај замак посети много туриста из целог света и постао је веома атрактивно туристичко одредиште.